# Martin van Meytens

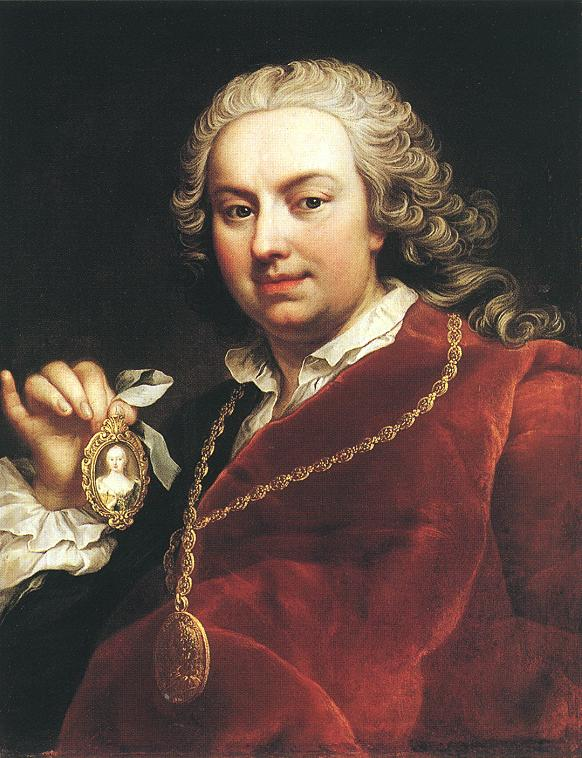
Martin van Meytens, Selbstporträt

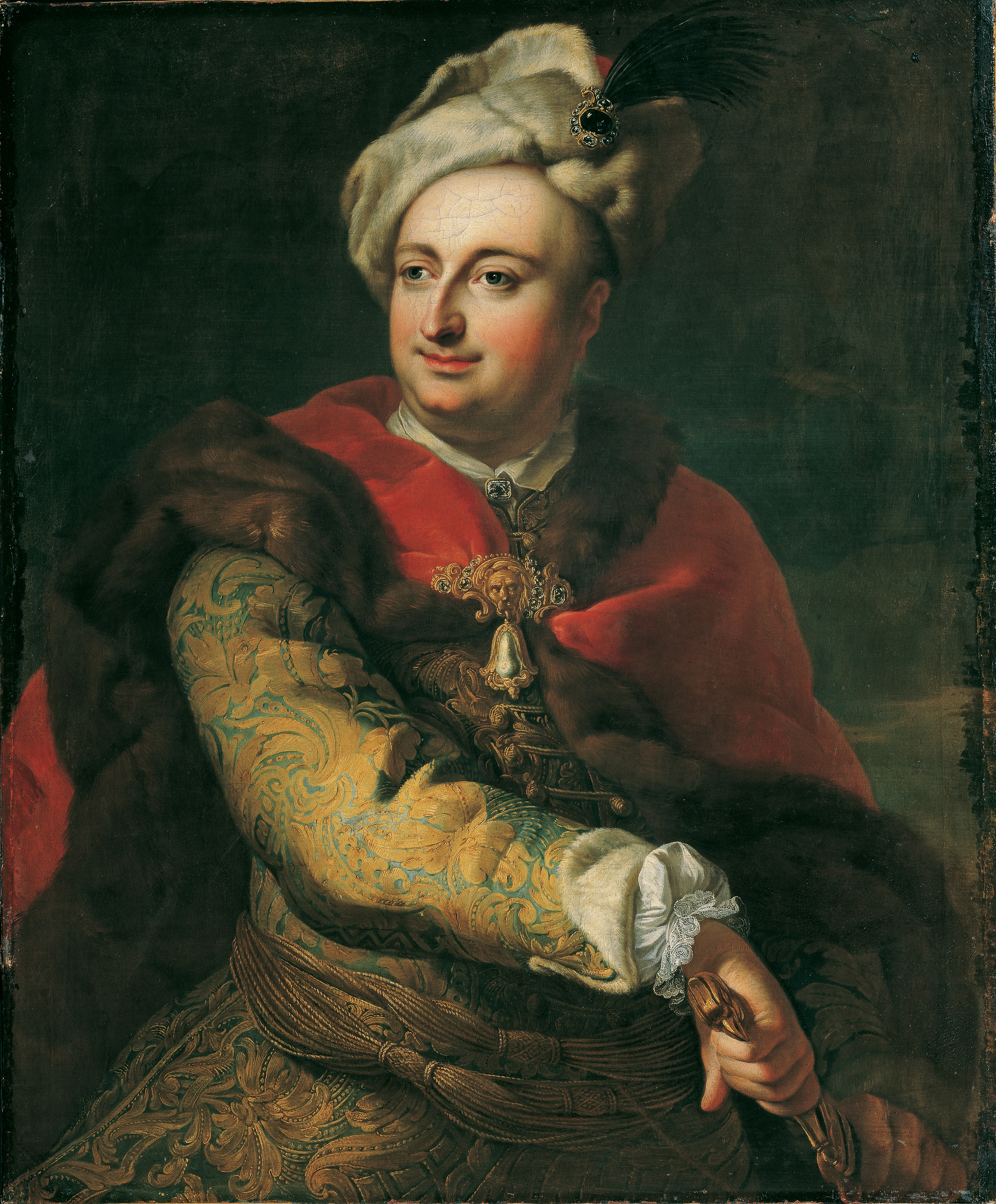
Bildnis eines Mannes in ungarischer Tracht (Imre Graf Tökölyi?), um 1740/1750, Belvedere, Wien

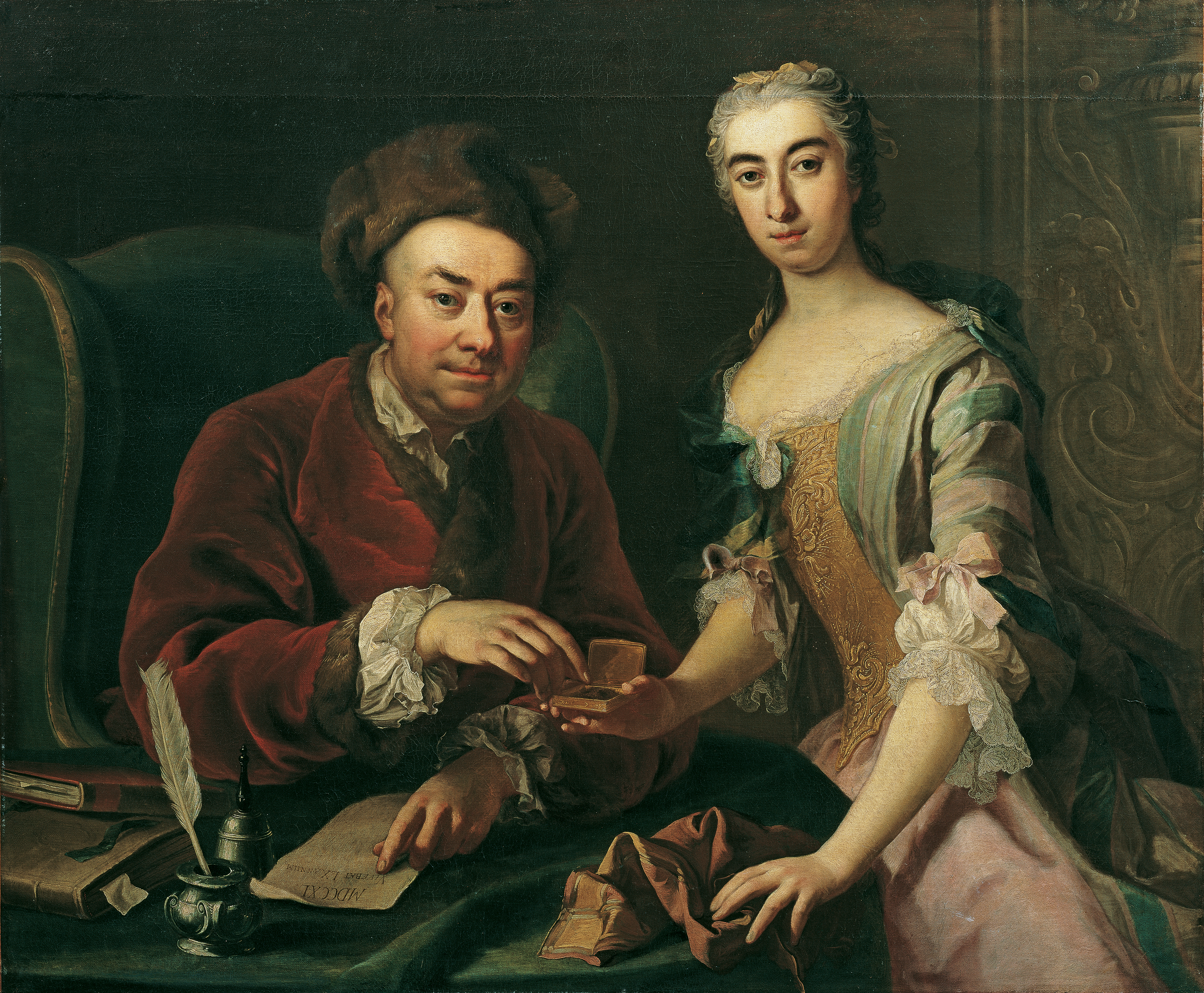
Doppelbildnis, 1740, Belvedere, Wien

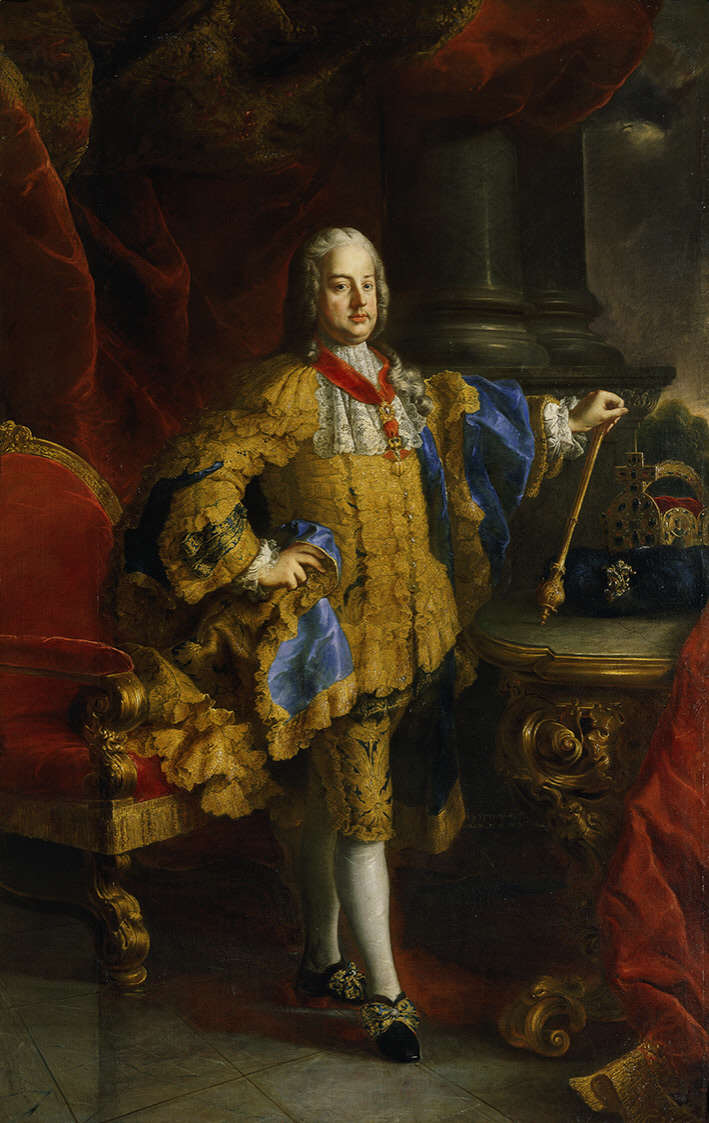
Kaiser Franz I. Stephan von Lothringen, um 1745/1765, Belvedere, Wien

Martin van Meytens (eigentl. Mytens oder Mijtens; auch Meitens, Maitens, Maytens, Maydenz, Meydenz, Mittence) (der Jüngere) (* 24. Juni 1695 in Stockholm; † 23. März 1770 in Wien) war ein Porträtmaler am Wiener Hof.
Martin van Meytens war ein Sohn des niederländischen Malers Peter Martin van Mytens (dem Älteren). Er war protestantisch und blieb zeitlebens unverheiratet und kinderlos.

## Frühe Jahre
Gemeinsam mit seinem Verwandten George Desmarées erhielt Meytens eine sorgfältige Ausbildung an der Malschule seines Vaters in Stockholm. 1714 ging er nach England, studierte die Porträtgemälde Anthonis van Dycks und erlernte die Technik der Emailmalerei. 1717 wurde er in Paris Schüler des Emailmalers Charles Boit, mit dem er eine Reise nach Dresden unternahm, wo er für August den Starken arbeitete. In Frankreich war Meytens bald ein hochgeschätzter Miniaturist, der vom Herzog von Orléans protegiert wurde und unter anderem vierzig Emailbildnisse für den russischen Zaren Peter den Großen anfertigte.

## Aufenthalt in Italien
1721 kam Meytens erstmals für zwei Jahre nach Wien. Ein Angebot, als Hofmaler in den Dienst Kaiser Karls VI. zu treten, veranlasste ihn, sich zuvor noch in Italien zu perfektionieren. In den Jahren von 1723 bis 1727 hielt er sich in Venedig, Rom, Neapel, Florenz, Bologna, Modena, Mailand, Turin und Genua auf und eignete sich eingehende Kenntnisse der Ölmalerei an. Zu seinen Auftraggebern zählte wieder der Hochadel und – trotz mancher Probleme wegen seines Glaubens – auch die römische Kurie, selbst Papst Benedikt XIII.

## Hofmaler in Wien
Nach der Rückkehr aus Italien und einem längeren Besuch seiner Heimat ließ sich Meytens 1731 endgültig in Wien nieder, wurde ein Jahr später kaiserlicher Kammermaler und erhielt das Recht, ein Haus zu kaufen, was sonst nur Katholiken zustand. Unter der Regentschaft Maria Theresias ab 1740 erreichte er als bevorzugter Maler des Kaiserhauses den Höhepunkt seines Ruhms. 1759 wurde er vom Oberhofbaudirektor Adam Philipp Losy von Losinthal, der die Akademie zuvor wiederbelebt und protektorisch geleitet hatte, zum Direktor der Wiener Kunstakademie ernannt. Ein großer Werkstattbetrieb unter der Leitung seines Neffen und Schülers Sophonias de Derichs ermöglichte ihm eine Massenproduktion an repräsentativen Einzel- und Gruppenporträts der Kaiserin, ihrer Familie und ihres Hofstaates. Der Meister beschränkte sich dabei auf die Hauptpartien, während Draperien und Hintergründe von spezialisierten Mitarbeitern ausgeführt wurden. Dieses arbeitsteilige Verfahren, verbunden mit dem Umstand, dass Meytens selten und nur auf ausdrücklichen Wunsch Bilder signierte, erschwert eine exakte Bestimmung seines eigenhändigen Anteils.
Um das Jahr 1760 entdeckte er das künstlerische Talent des jungen Bildhauers Franz Xaver Messerschmidt und protegierte ihn, indem er ihm eine Anstellung als „Stuckverschneider“ (= Ziseleur der Kanonengüsse) im Kaiserlichen Zeughaus verschaffte.
Als vollendeter Hofmann beherrschte Meytens mehrere Sprachen, musizierte gerne und war ein guter Tänzer. Sein leidenschaftliches Interesse für Physik und Alchemie kam ihm bei der Herstellung der Malfarben zugute und brachte ihm 1743 das kaiserliche Privileg zur Errichtung einer Farbenfabrik ein. Eine angebliche Autobiografie aus dem Jahr 1755 dürfte nicht aus seiner Feder stammen.
1898 wurde die Meytensgasse in Wien-Hietzing nach ihm benannt.

## Stil
Seiner internationalen Ausbildung entsprechend setzt sich Meytens' Werk aus einer Reihe künstlerischer Komponenten zusammen. Der Typus des höfischen Repräsentationsporträs mit seinem starren Formenkanon steht in der Tradition des französischen Hochbarocks. Koloristisch ist eine Annäherung an das Rokoko festzustellen, dessen sinnliche Qualität allerdings dem strengen Geist des maria-theresianischen Österreich zum Opfer fällt. Die geglättete Oberfläche und die minuziöse Feinmalerei bei den prunkvollen Requisiten verraten den ehemaligen Email-Miniaturisten, der in Italien zur statuarischen Plastizität der Großform fand. Dazu kommen gelegentliche Reminiszenzen seiner niederländischen und englischen Anfänge. Aus all dem resultiert eine mit maltechnischer Perfektion vorgetragene Bildnisauffassung, die der offiziellen Funktion inhaltlich voll gerecht wird, wobei die individuelle Charakterisierung der Dargestellten bisweilen Gefahr läuft, einer puppenhaften Typisierung zu unterliegen. Der von Meytens geprägte Stil erfreute sich außerordentlicher Beliebtheit und rief eine große Zahl schwächerer Nachahmer hervor, galt aber bereits in den letzten Lebensjahren des Künstlers als überholt.

## Werke (Auswahl)

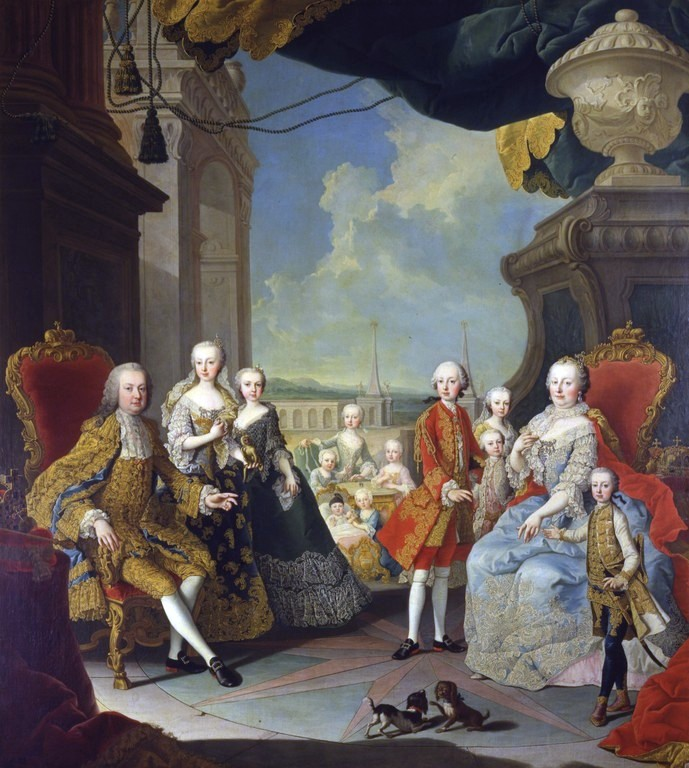
Kaiserliche Familie, 1754

- Familie Grill, 1730/31, Öl auf Leinwand, Konstmuseet Göteborg
- Doppelbildnis, 1740, Öl auf Leinwand, Belvedere, Wien
- Maria Theresia als Königin von Ungarn, nach 1741, Öl auf Leinwand, Belvedere, Wien
- Bildnis eines Mannes in ungarischer Tracht, um 1740/1750, Öl auf Leinwand, Belvedere, Wien
- Kaiser Franz I. Stephan, um 1745/1765, Öl auf Leinwand, Belvedere, Wien
- Kaiser Franz I. Stephan von Lothringen, um 1745/50, Öl auf Leinwand, Belvedere, Wien
- Maria Theresia als Herrscherin, 1750–55, Öl auf Leinwand, Schloss Schönbrunn, Wien
- Die Familie des Grafen Nikolaus Pálffy von Erdöd, 1752/53, Öl auf Leinwand, Belvedere, Wien
- Kaiserliche Familie, 1754, Öl auf Leinwand, Schloss Schönbrunn, Wien
- Kaiserin Maria Theresia, 1759, Öl auf Leinwand, Gemäldegalerie der Akademie der bildenden Künste, Wien

### Selbstporträts
- 1727, Öl auf Leinwand, Uffizien, Florenz
- 1735, Öl auf Leinwand, Ludwigsburg, Stuttgart
- 1750, Öl auf Leinwand, Gemäldegalerie der Akademie der bildenden Künste, Wien